# Xã Pleasant Valley, Quận Gregory, Nam Dakota
Xã Pleasant Valley (tiếng Anh: Pleasant Valley Township) là một xã thuộc quận Gregory, tiểu bang Nam Dakota, Hoa Kỳ. Năm 2010, dân số của xã này là 145 người.